# Kaitz
Kaitz – osiedle Drezna, położone w południowej części miasta.
Miejscowość po raz pierwszy wzmiankowana w 1206 jako Kiz, a w 1350 jako Kicz. Nazwa ma pochodzenie słowiańskie. Wieś uległa znacznym zniszczeniom w trakcie bitwy pod Dreznem w 1813. W 1834 wieś zamieszkiwało 288 osób, a w 1910 – 1424 osoby. W 1921 została włączona w granice Drezna. W Kaitz zachowały się zabytkowe budynki, sięgające XVII w.
Kaitz graniczy z osiedlami Coschütz, Kleinpestitz i Mockritz oraz poddrezdeńską gminą Bannewitz.

Zabytkowe domy
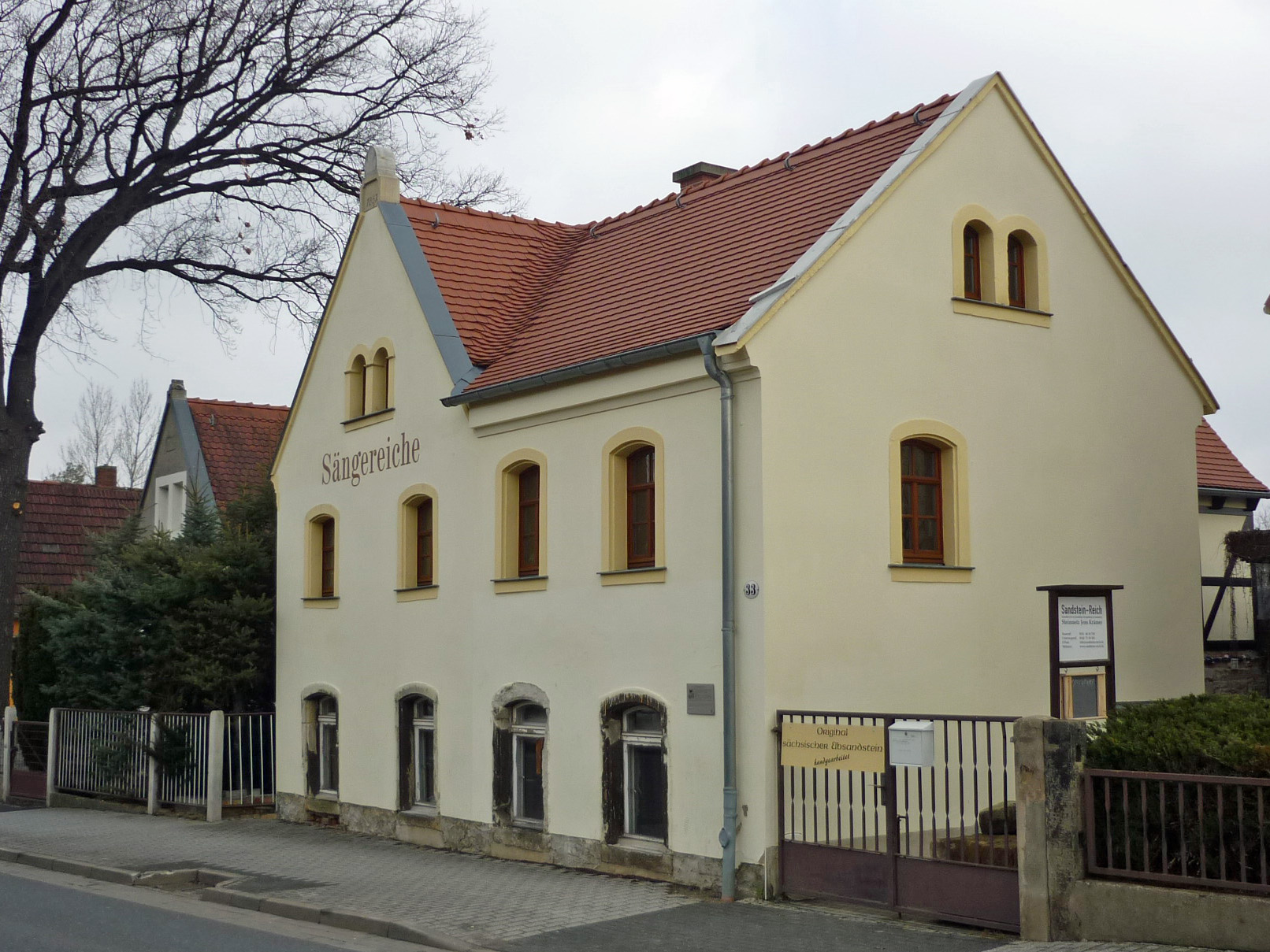
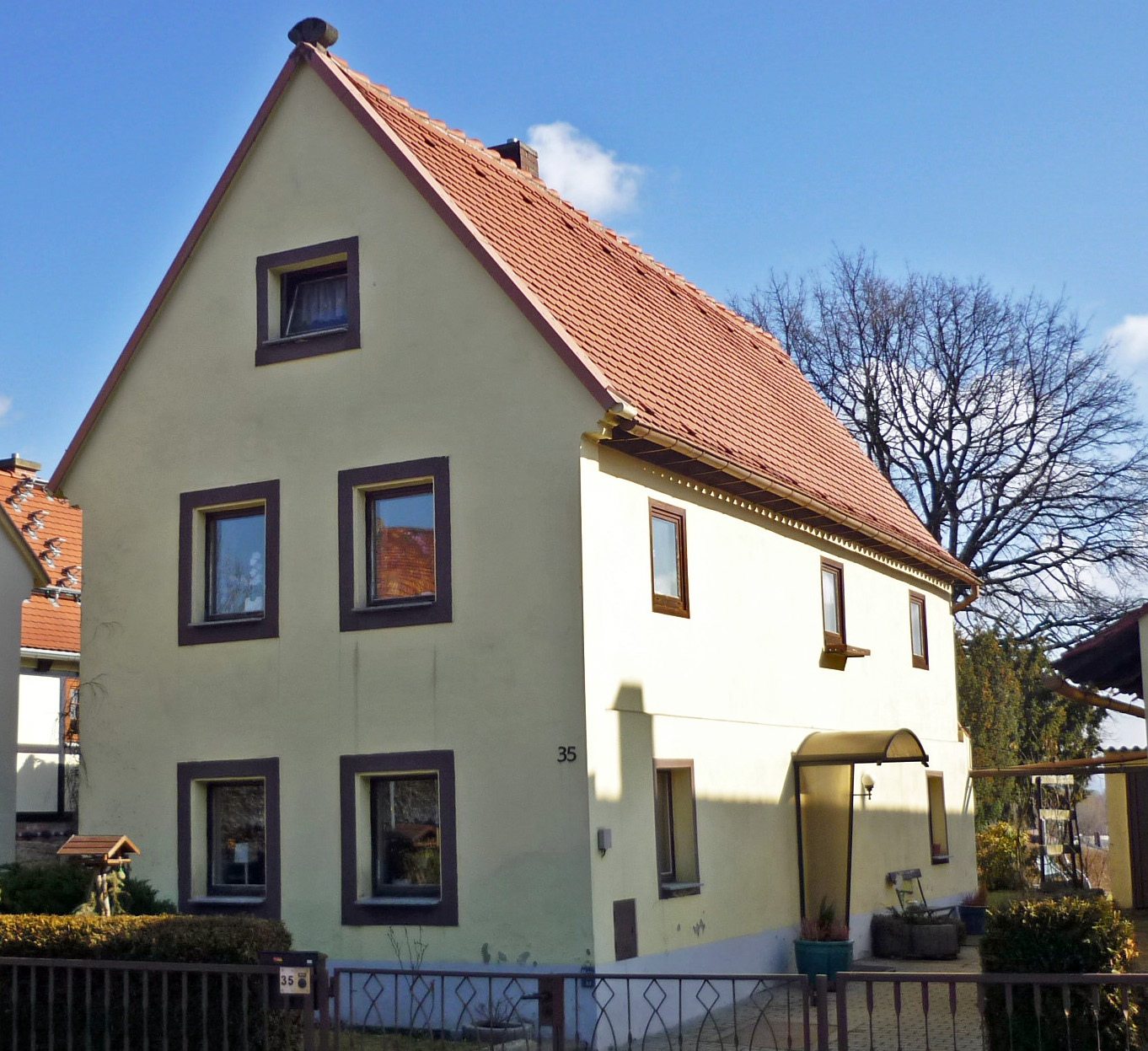
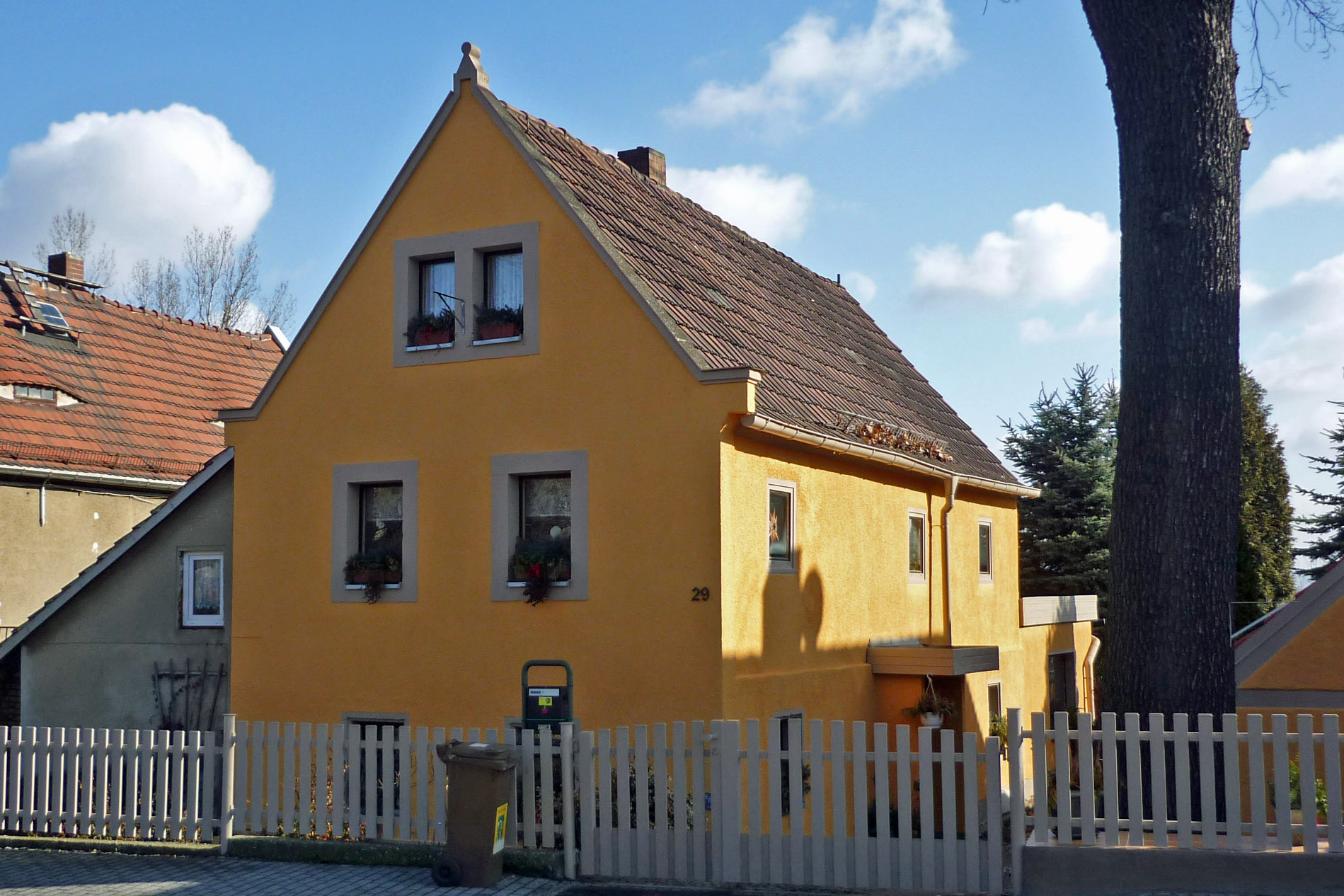
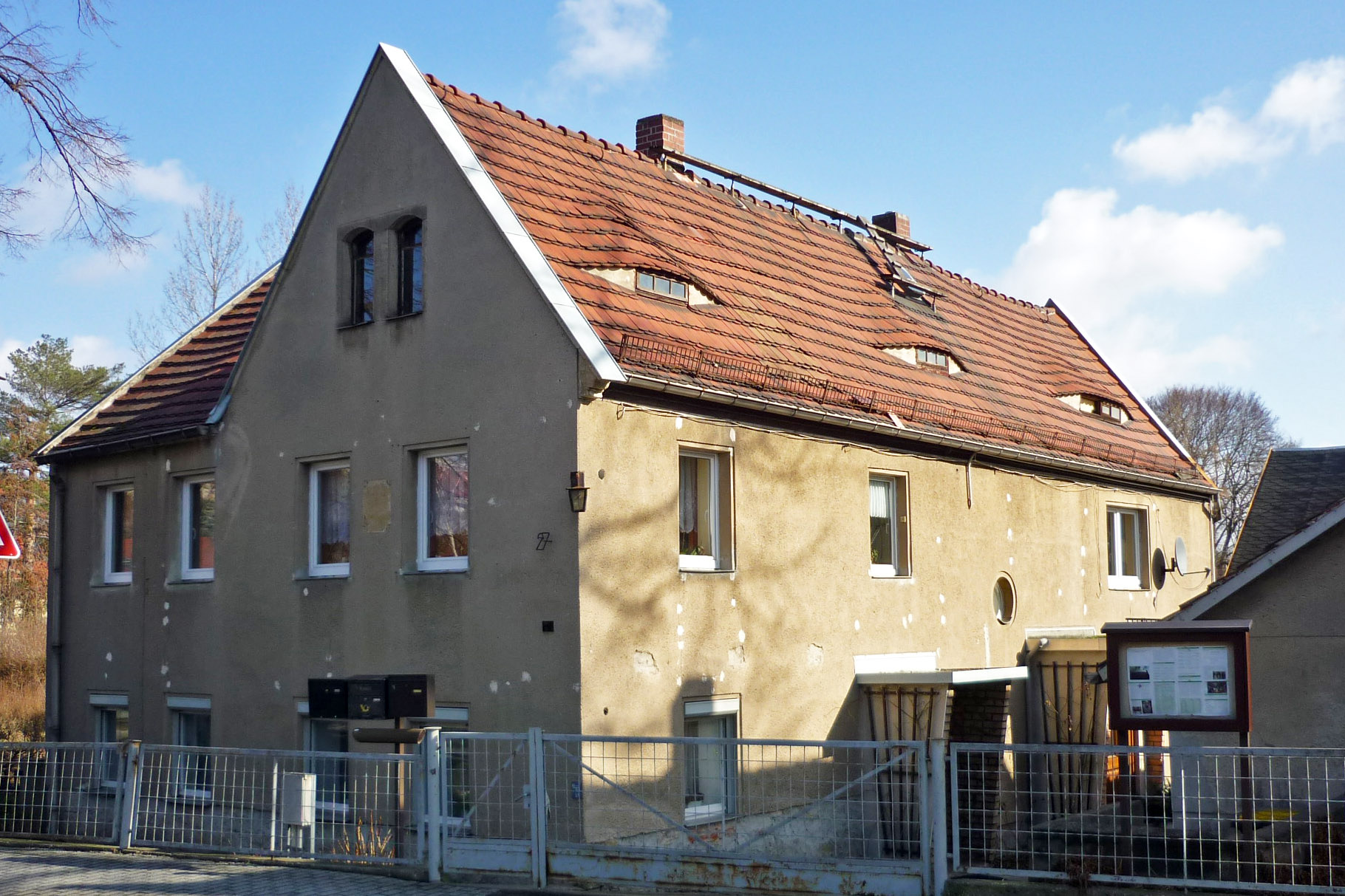